# Kaplica ewangelicka w Świętoszówce
Kaplica ewangelicka w Świętoszówce – kaplica ewangelicko-augsburska w Świętoszówce, w województwie śląskim w Polsce. Należy do parafii ewangelicko-augsburskiej w Jaworzu.

## Historia
Teren pod budowę kaplicy ewangelickiej w Świętoszówce został poświęcony 11 września 1955 r. Miesiąc później odbyła się uroczystość wmurowania kamienia węgielnego. Środki na budowę pochodziły ze składek wiernych, Funduszu Bratniej Pomocy im. Gustawa Adolfa Kościoła Ewangelicko-Augsburskiego, a drewno zostało przekazane przez wiernych z Brennej.
Poświęcenie przez ks. biskupa Karola Kotulę miało miejsce 23 września 1956 r. Towarzyszyli mu księża Paweł Bociek oraz proboszcz Jan Lasota. 
W późniejszych latach kompletowany był wystrój kaplicy. W 1958 r. stół wymieniono na ołtarz z obrazem Ukrzyżowanie , ufundowanym przez ks. dr Martina Niemrllera z Darmstadtu. Założono żyrandol, świeczniki i klinkiety.
W 1959 r. wymieniono ławki na nowe, rok później poświęcono abonę, a w 1962 r. zawieszono dzwon, znajdujący się uprzednio w kościele w Jasienicy. W 1964 r. wymieniono dach kaplicy i wieży, dwa lata później wyremontowano elewację, co uczyniono ponownie w 1978 r. Wnętrze kaplicy poddano remontom w 1973 i 1991 r., kiedy pomalowano ściany oraz wymieniono posadzkę i boazerię. Ogrzewanie elektryczne zamontowano w 1985 r., a w 1999 r. po raz kolejny wymieniono pokrycie dachu.
W latach 1961-1989 w kaplicy odbywały się lekcje religii. Obecnie prowadzone tam są regularne nabożeństwa, szkółki niedzielne oraz nabożeństwa pogrzebowe.